# 마르크시

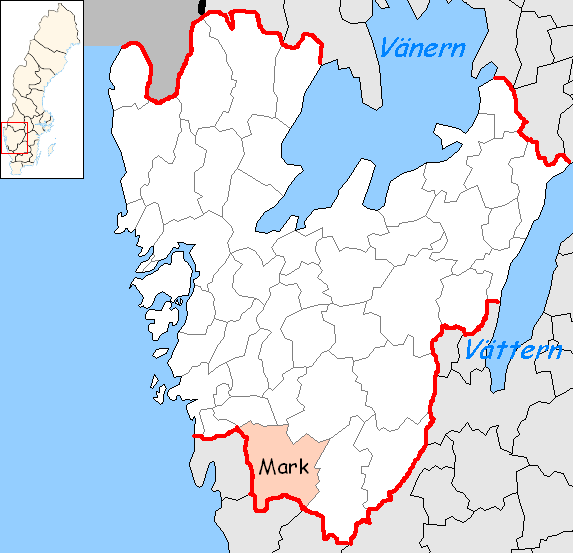
마르크 시의 위치

마르크시(스웨덴어: Marks kommun)는 스웨덴 베스트라예탈란드주에 위치한 지방 자치체로 행정 중심지는 신나이며 면적은 1,013.2km2, 인구는 34,218명(2016년 12월 31일 기준), 인구 밀도는 34명/km2이다.

시 문장